# 阿波佐野駅
阿波佐野駅（あわさのえき）とは、かつて徳島県三好市池田町佐野にあった、四国旅客鉄道川池線・瀬戸内運輸のバス停留所（自動車駅）である。2017年現在では当時の車庫が三好市営バスの車庫として使用されているが、当時の駅舎は2016年に取り壊され更地になり、敷地内に新たに待合室が建てられている。

## 概説
- 国鉄バスの自動車駅として開設された。
- 小荷物窓口・出札口があった。

## 沿革
- 1934年（昭和9年）3月31日 - 省営自動車（のちの国鉄バス）川池線の自動車駅として開業
- 1959年（昭和34年）12月 - 瀬戸内運輸乗り入れ開始[3]
- 1987年（昭和62年）4月1日 - 国鉄分割民営化により、四国旅客鉄道自動車事業部に継承される。
- 2001年（平成13年）4月1日 - JR四国バス撤退。
- 2010年（平成22年）4月1日 - 瀬戸内運輸撤退。川之江方面の便が全廃。

## 停車路線
- JR四国バス川池線・瀬戸内運輸池田線（七田・上分・川之江駅方面）（阿波池田駅方面）

阿波佐野駅始発の阿波池田駅方面への区間便も設定されていた。

## 現況
現在は三好市営バス佐野停留所となっており、阿波池田駅方面の便が運行されている。全便当停留所発着となる。

### 周辺
- 国道192号
- 香川県道・徳島県道8号観音寺佐野線
- 三好市立佐野小学校
- 三好警察署池田町佐野駐在所
- 青色寺（阿波西国三十三観音霊場二十番札所）
- 境目峠

## 備考
1. ↑  川池線 鉄道停車場一覧. 昭和9年12月15日現在
2. ↑  平成28年度 阿波佐野駅解体工事
3. ↑  瀬戸内運輸 - 生涯学習情報提供システム

## 参考リンク
- 1985・夏 国鉄バスネットワークの記録 【702】川池線